# Franz Köster
Franz Köster – niemiecki as myśliwski z okresu II wojny światowej. Uzyskał 7 zwycięstw powietrznych latając na myśliwcu odrzutowym Messerschmitt Me 262. 